# Botteni-öböl
A Botteni-öböl (finnül Pohjanlahti, svédül Bottniska viken) a Balti-tenger legészakibb nyúlványa. Finnország nyugati és Svédország keleti partja között helyezkedik el.

## A név eredete
A botten svéd szó jelentése valaminek az alja, feneke. Ebben az összefüggésben valószínűleg tengerfenéket jelent. Az ebből kialakult korai latin Bothnia a Botteni-öböl környékét jelölte. Az öböl nevéből alakult ki a környező tájak svéd neve: Västerbotten tartomány a nyugati parton és Österbotten tartomány keleten, a mai Finnország területén, valamint Norrbotten, a legészakibb svéd tartomány. Österbotten finn neve, Pohjanmaa támpontot nyújt mindkét nyelvben, ugyanis a pohja tengerfenéket és északot is jelent.

## Földrajza
Az öböl 725 km hosszú, 80-240 km széles és átlagos mélysége 60 m. Legmélyebb pontja 295 m, vízfelülete 117 000 km².
Az öböl vizét számos folyó táplálja. A Botteni-öböl északi részében az alacsony párolgás és a sok beletorkolló folyó következtében alacsony a tengervíz sótartalma. Mivel így az csaknem édesvíz, ezért – és a téli nagy hidegek miatt – az öböl vize öt hónapra befagy.
Itt található Åland, Merenkurkku szigetvilága, és északon Hailuoto szigete.

### Az öbölbe torkolló nagyobb folyók
- Indalsälven, Svédország
- Ångermanälven, Svédország
- Umeälven, Svédország
- Skellefteälven, Svédország
- Piteälven, Svédország
- Luleälven, Svédország
- Kalixälven, Svédország
- Torneälven, Svédország és Finnország határfolyója
- Kemijoki, Finnország
- Oulujoki, Finnország
- Kokemäenjoki, Finnország

### Legfontosabb part menti városok
- Luleå (finnül Luulaja), Svédország
- Umeå (finnül Uumaja), Svédország
- Härnösand, Svédország
- Sundsvall, Svédország
- Gävle, Svédország
- Rauma (svédül Raumo), Finnország
- Pori (svédül Björneborg), Finnország
- Vaasa (svédül Vasa), Finnország
- Oulu (svédül Uleåborg), Finnország

## Történelem
Számos történész véli úgy, hogy a 9. századi Ottar from Hålogaland volt az első, aki megemlíti a Botteni-öblöt Kven-tenger néven. Az is valószínű, hogy Claudius Clavus Mare Gotticus-a a 15. században a Botteni-öböl ábrázolása.

## Gazdaság
A Botteni-öböl vidékét sűrű erdőségek borítják. A fákat feldolgozás után a tengerparti gyárakba szállítják és bútor, illetve papír alapanyagaként szolgálnak.